# Calera (Alabama)
Calera est une ville américaine située dans les comtés de Chilton et Shelby, dans l’Alabama, aux États-Unis. Lors du recensement de 2010, sa population s’élevait à 11 620 habitants.

## Démographie
| 1880 | 1890 | 1900 | 1910 | 1920 | 1930 | 1940  | 1950  |
| ---- | ---- | ---- | ---- | ---- | ---- | ----- | ----- |
| 234  | 753  | 770  | 754  | 852  | 975  | 1 092 | 1 361 |

| 1960  | 1970  | 1980  | 1990  | 2000  | 2010   | - | - |
| ----- | ----- | ----- | ----- | ----- | ------ | - | - |
| 1 928 | 1 655 | 2 035 | 2 136 | 3 158 | 11 620 | - | - |